# Tūskā Kalleh
Tūskā Kalleh (persiska: Tūsā Kalleh, توسا کله, توسکا کله) är en ort i Iran.   Den ligger i provinsen Mazandaran, i den norra delen av landet, 130 km norr om huvudstaden Teheran. Tūskā Kalleh ligger 19 meter över havet och antalet invånare är 464.
Terrängen runt Tūskā Kalleh är kuperad åt sydväst, men åt nordost är den platt. Runt Tūskā Kalleh är det ganska tätbefolkat, med 116 invånare per kvadratkilometer. Närmaste större samhälle är Tonekābon, 8,4 km norr om Tūskā Kalleh. I omgivningarna runt Tūskā Kalleh växer i huvudsak blandskog.